# 고이아니아 방사능 유출사고

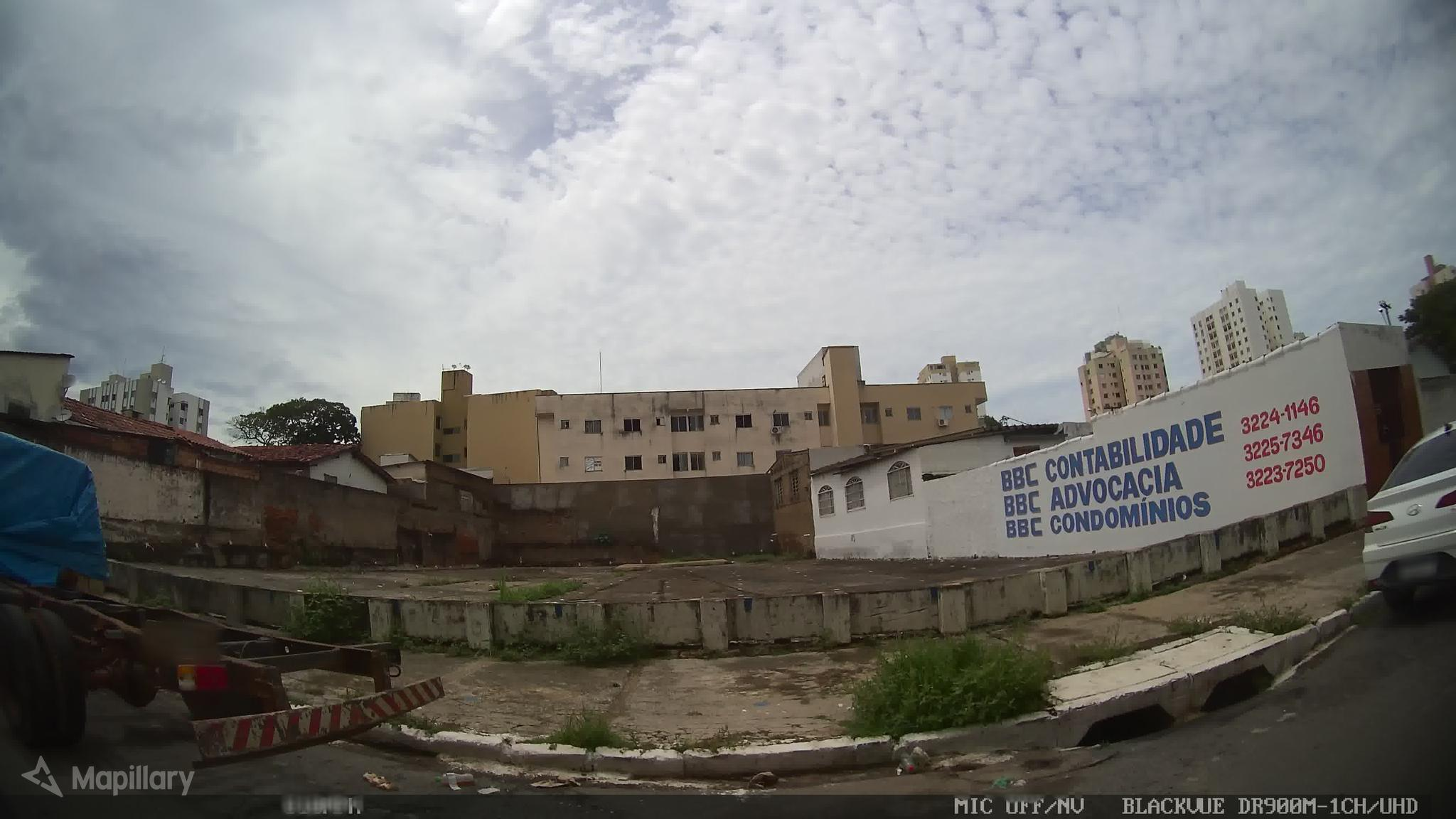

고이아니아 방사능 유출사고(브라질 포르투갈어: Acidente radiológico de Goiânia)는 1987년 9월에 브라질 고이아스주 고이아니아에서 발생한 방사능 오염 사고이다.

## 사건 전개
1985년, 고이아니아에 있는 한 병원에서 사용하던 방사선 암 치료기를 기존 건물에 방치한 상태로 병원을 다른 곳으로 이전하였다. 이후 1987년 9월 13일에 병원 인근에 사는 두 명의 청년이 이 병원에 침입하여 방치된 치료기를 해체하다가 방사성 물질인 세슘-137이 들어있는 캡슐을 꺼낸 것으로 사건이 시작되었다. 그들은 돈이 될 것이라 생각하여 캡슐을 꺼냈으나, 그 캡슐에서는 파괴력이 강한 감마선이 나왔고 이들은 방사능 피폭 증세를 보였다.

## 결과
그러다가 문제의 캡슐이 고물상으로 유출되어 고물상을 찾아온 여러 사람들에게 전해졌으며, 심지어 어떤 사람은 아내와 6살 된 딸한테까지 보여주었다. 그의 딸은 같은 해 10월 23일에 방사능에 피폭되어 사망하였다. 이 때문에 딸은 장례식에서도 방사능으로 인해 매장을 반대하는 주민들에 의해 수모를 당해야 했다.
이외에도 고이아니아에 거주하는 많은 사람들이 고열과 구토 증상 등의 피폭 증세를 보였다. 이 사고로 인해 10만 여명의 사람들이 검진을 받았으며, 4명이 사망하고 250여명이 피폭 판정을 받았다.
해당 지역은 각종 약품과 진공청소기까지 동원되어 수거되었으며, 건물 페인트까지 죄다 벗겨내서 수거하고, 건물 바닥은 프러시안 블루 산을 섞어서 닦아 냈다. 이 과정에서 수거된 위험물질들은 모조리 방사능 폐기물 처분장으로 옮겨졌다. 그리고 피폭된 사람들의 소변도 일일이 모아서 정화처리해야 했다. 피폭된 사람들의 소변을 수거해야했기 때문에 피폭된 사람들은 집중감시대상이 되기도 했다.
방사능 피폭이 된 고물상 건물은 철거하였고, 그리고 피폭이 된 사망자는 장례식은 방사선 피폭이 접촉 안될 만큼 콘크리트로 묻어버렸다.
이 사고는 국제 원자력 사고 등급 5등급으로 기록되었다.

## 같이 보기
- 원자력 사고